# بقايا معصرة الزيت
{{معلومات معلم
```
| اسم    = بقايا معصرة الزيت
| صورة   = 
| تعليق  =
| نوع   = معصرة
| معماري    = 
| ارتفاع    = 
| تاريخ البناء   = 8 ماي 1895
| افتتاح    = 
| مالك    = 
| تصنيف   = 
| موقع    = 
| بلد     = 
 
تونس
 
| مدينة   = 
القصرين

| خريطة البلد = تونس
```

بقايا معصرة الزيت  هو معلم أثري تونسي مصنف من قبل المعهد الوطني للتراث يقع في ولاية القصرين في الوسط الغربي التونسي، تحديدا في مدينة هنشير البارود تم تصنيف المعلم في يوم 8 ماي 1895.

## مقالات ذات صلة
- قائمة المعالم الأثرية المصنفة في تونس